# Pseudolimacodes
Pseudolimacodes là một chi bướm đêm thuộc họ Noctuidae.